# Det finanspolitiska ramverket
Det finanspolitiska ramverket, även kallat "budgetreglerna", är ett antal principer för finanspolitiken i svenska staten och Sveriges kommuner. Bland annat hur Sveriges statsbudget ska se ut och hur besluten fattas i Sveriges riksdag. Syftet är långsiktig stabilitet i statskassan med målet att förhindra stora budgetunderskott.
Vissa av reglerna är reglerade i svensk lag, medan andra är reglerade i praxis.

## Bakgrund och historia
Reglerna stramades upp efter finanskrisen i Sverige 1990–1994 då det funnits en okontrollerad statsskuldsutveckling under decennier. Ett av Lindbeckkommissionens förslag var att införa en striktare budgetprocess. Reglerna infördes 1996 och tillämpades första gången inför 1997 års budget.
Enligt Per Molander, som ses som arkitekten bakom den reformerade budgetprocessen, avsåg man att motverka de naturliga tendenserna i hur människor fattar beslut där risker för underskott är inbyggt i beslutsfattandet: att vi tenderar att lägga större vikt vid sådant som ligger nära i tiden och att vi ser den kortsiktiga nyttan med att öka utgifterna för ett ändamål men inte lika lätt den långsiktiga kostnaden.

## Reglerna
De viktigaste reglerna innebär:
- att riksdagen ska fatta beslut om ett utgiftstak för de kommande tre åren
- att den offentliga sektorn ska visa ett överskott på en tredjedels procent av BNP i genomsnitt över en hel konjunkturcykel
- krav på att även Sveriges kommuner ska ha sina budgetar i balans
- striktare ramar för hur riksdagen fattar beslut om statsbudgeten: Först ska statens utgifter och intäkter fastslås. Därefter beslutas hur pengarna ska fördelas:
  - I det första steget bestäms storleken på den statliga sektorn och utgiftsramarna för de 27 utgiftsområdena.[2]
  - I det andra steget fördelas pengarna inom dessa utgiftsområden. Den som i det andra steget vill öka ett anslag inom ett utgiftsområde måste då finansiera det genom att samtigt föreslå en minskning av ett annat anslag som ligger inom samma utgiftsområde.[2]

### Utbrytningar
Reglerna ger möjlighet att bryta ut enskilda frågor ur budgetdiskussionen i steg två. Enligt reglerna finns det då utrymme för att sänka utgifterna i ett anslag mer än vad som fattats beslut om i steg ett. Reglerna säger dock inget om möjligheten att på samma sätt öka inkomsterna. Båda typerna av beslut ligger dock i linje med den övergripande budgetrestriktionen, det vill säga att skulden inte ökar mer än vad som förutsetts i regeringsförslaget i steg ett.
2010 enades oppositionspartierna (S, MP, V, SD) mot Regeringen Reinfeldt och sänkte anslaget till Regeringskansliet.
Vid beslut om höstbudgeten 2013 enades oppositionspartierna (S, MP, V, SD) mot Regeringen Reinfeldts förslag om höjd brytpunkt för statlig skatt. Företrädare för Regeringen Reinfeldt kritiserade oppositionen för att bryta ut frågan.

## Debatt
Det finanspolitiska ramverket har ifrågasatts av Carl-Johan Westholm som 2019 menade att det ledde till eftersatt infrastruktur, investeringar och underhåll; minskade offentliga investeringar; samt att räntenivån blev konstlat låg. Westholm ifrågasatte principen att inte särredovisa och inte särbehandla utgifter för konsumtion och investeringar.
Tanken om ett nytt finanspolitiskt ramverk har lyfts av en lång rad chefsekonomer, företagsledare, professorer, experter och sakkunniga inom fackföreningsrörelsen, näringslivet och akademin. Redan 2013 skrev Svenska Dagbladet att “stora delar av den svenska ekonomeliten vill slopa dagens överskottsmål”. Assar Lindbeck har riktat kritik mot ramverkets utformning och beskrivit situationen som att "Överskottsmålet hade förvandlats till ett eget mål och inte bara en metod att få ner statsskulden."
Före detta biträdande riksbankschefen och numera Riksgäldsdirektör Karolina Ekholm skriver i ett utlåtande till regeringens Jämlikhetskommission att det vore särskilt gynnsamt om finanspolitiken inriktas på “att genomföra offentliga investeringar” som med Sveriges nuvarande finanspolitiska ramverk “riskerar att bli alltför låga ur ett samhällsekonomiskt perspektiv”. Även själva Jämlikhetskommissionen adresserar behovet av en långsiktig förändring av det finansiella ramverket. “Pandemin har radikalt förändrat förutsättningarna för folkhushållet och de offentliga finanserna. Både skattekvot och överskottsmål kommer att behöva omprövas i grunden.”
Klimatpolitiska rådet lyfter i sin rapport behovet av en förnyad finanspolitik, för att möjliggöra de omfattande investeringar som krävs för en grön omställning. Rådet understryker att det finanspolitiska ramverket inte tar hänsyn till klimatkrisen, vilket riskerar att leda till att nödvändiga investeringar uteblir.
Inom Socialdemokraterna har den socialdemokratiska partföreningen Reformisterna varit pådrivande för att förändra det finanspolitiska ramverket i syfte att tillåta lånefinansiering av investeringar.
I anslutning till att den socialdemokratiska partikongressen 2021 avslutades publicerade Magdalena Andersson, som nytillträdd partiledare, tillsammans med Åsa Lindhagen från Miljöpartiet en debattartikel om att tidigarelägga översynen av det finanspolitiska ramverket.